# Perry (Arkansas)
Perry é uma cidade  localizada no estado americano de Arkansas, no Condado de Perry.

## Demografia
Segundo o censo americano de 2000, a sua população era de 314 habitantes.
Em 2006, foi estimada uma população de 314, um aumento de 0 (0.0%).

## Geografia
De acordo com o United States Census Bureau, a localidade tem uma área de 1,1 km², sem área coberta por água.

## Localidades na vizinhança
O diagrama seguinte representa as localidades num raio de 16 km ao redor de Perry.